# Agricola Akademischer Verein
Der Agricola Akademischer Verein e. V. wurde als Akademischer Verein Schlägel und Eisen am 10. Dezember 1878 an der Bergakademie Berlin als Studentenverbindung für Berg- und Hüttenleute gegründet. Schlägel und Eisen weist viele Parallelen zum älteren Berg- und Hüttenmännischen Verein auf. Die Beziehung zwischen den beiden Bünden war neben gemeinsamen Festivitäten und beruflicher Kooperation von gegenseitiger Konkurrenz geprägt.
Der Name geht auf Georgius Agricola, den Begründer der Geowissenschaften zurück. Heutzutage gliedert er sich in zwei Untervereine, den A.V. Agricola Aachen und den A.V. Agricola Clausthal, sowie den Trägerverein A.V. Agricola Essen. Die beiden Untervereine sind frei zugänglich für Studenten jeglichen Geschlechts naturwissenschaftlicher und ingenieurwissenschaftlicher Studienrichtung. In dem Trägerverein A.V. Agricola Essen werden bereits absolvierte Mitglieder der beiden anderen Standorte aufgenommen. Der A.V. Agricola ist betont studienorientiert, nichtschlagend, nicht farbentragend, dachverbandslos und unpolitisch.
Der Verein ist aufgrund des Doppelcharakters als Verbindung wie berufsständische Vereinigung eines der zentralen Netzwerke der deutschen Montanindustrie und war insbesondere im Umfeld der frühen Jahre der Bundesrepublik bedeutend. Die Mitglieder gehörten zum Beispiel als Bergassessoren zum Fachbeamtentum und waren damit, wie durch das spezifisch bergmännische Selbstverständnis, von klassischen Akademikern und Freien Berufen deutlich abgegrenzt. Die enge interne Verflechtung über die studentischen Verbindungen an den ABC-Standorten Aachen, Berlin und Clausthal – inklusive des Akademischen Vereins Schlägel und Eisen – in Kombination mit dem beruflich stark ausgeprägten Selbstbewusstsein und einer ausgeprägten Festkultur führte zu einem exklusiven Zusammengehörigkeitsgefühl und Corpsgeist.

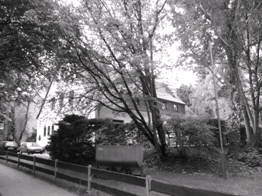
Vereinshaus des A.V. Agricola Aachen

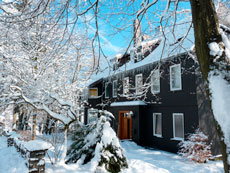
Vereinshaus des A.V. Agricola Clausthal

## Standorte
Der Akademische Verein Agricola unterhält aktive Standorte in Aachen und Clausthal-Zellerfeld. An beiden Standorten befinden sich Vereinshäuser, welche sowohl Privat- als auch Gemeinschaftsräume für die ansässigen Studenten bieten. Die Vereinshäuser werden für Vortragsreihen oder Feste genutzt. Der Altherrenverein (A.V. Agricola Essen) hat seinen Hauptsitz in Essen und organisiert von dort aus den Gesamtverein. In unterschiedlichen Regionen Deutschlands haben sich Stammtische gebildet, an denen die in der Nähe ansässigen Mitglieder den Kontakt pflegen. Die Vereine gehören an den jeweiligen Standorten zur Traditionspflege der Universitäten wie auch der Städte.

## Auswahl herausragender Mitglieder
Auch im späteren Berufsleben haben sich viele Mitglieder Verdienste erworben und dem Verein Anerkennung und Ansehen verschafft. So ist das in der ewigen Mitgliederliste mit Nr. 1 geführte Mitglied Franz Adolf Fürer der Verfasser des letzten großen deutschsprachigen Nachschlagewerkes des Salzbergbaus und der Salinenkunde.
Mitglied Nr. 2 Georg Gothein stieg in der Weimarer Republik zum Reichsschatzminister auf. Nach Tätigkeiten als Bergreferent und Bergassessor war er von 1885 bis 1887 Generalsekretär des Oberschlesischen Berg- und Hüttenmännischen Vereins. 1918 gehörte er zu den Mitbegründern der DDP. Gothein vertrat eine konsequent liberaldemokratische Politik und wendete sich engagiert gegen Militarismus und Antisemitismus.
Aus der jüngeren Vergangenheit ist stellvertretend für zahlreiche Mitglieder an herausragenden Positionen in der Wirtschaft, im öffentlichen Leben sowie in Forschung und Lehre der 1989 verstorbene Ehrenpräsident des Bundesverbandes der Deutschen Industrie Hans-Günther Sohl zu nennen. Der Verbindung als berufsspezifischer Zirkel verdankt er Fürsprache und Unterstützung beim beruflichen Einstieg wie weiteren Stationen.

## Wappen und Zirkel
Das Wappen und der Zirkel des Vereins sind traditionelle Wahrzeichen und couleurstudentische Erkennungszeichen. Sie werden heutzutage nur im Rahmen der Traditionspflege genutzt. Das Wappen zeigt das Gezähe der Berg- und Hüttenleute sowie das Wappentier der Gründungsstadt, den Berliner Bären und das Gründungsdatum des A.V. Agricola. Der Zirkel ist die monographische Darstellung des Leitspruches „Vivat, Crescat, Floreat!“ – Lateinisch für „Lebe, wachse und blühe!“

## Geschichte

### Gründung
Der A.V. Agricola wurde am 10. Dezember 1878 von acht Bergbaustudenten der Bergakademie Berlin unter dem Namen „Akademischer Verein Schlägel und Eisen“ gegründet. Das damalige Ziel des Vereins war es, eine fachlich spezialisierte Organisation von angehenden und absolvierten Akademikern zu gründen. Äußerer Anlass zur Vereinsgründung war die infolge des wirtschaftlichen Aufschwungs nach der 1871 erfolgten Reichsgründung merklich angewachsene Zahl von Studierenden, die sich im neu gegründeten Ausschuss der Studierenden ungenügend vertreten fühlten. Bereits im Sommersemester 1879 wurde erstmals ein Vereinsmitglied in diesen Ausschuss gewählt. In der Folgezeit übernahmen bis heute immer wieder Vereinsangehörige Ämter in der studentischen Selbstverwaltung. Zahlreiche AStA-Vorsitzende und -mitglieder, Fachschaftsvorsitzende, Mitglieder von Studierendenparlamenten und anderen vergleichbaren Institutionen waren Mitglieder des Vereins.
Die bedeutende Rolle des Vereins als soziales Netzwerk der Mitglieder wie im Zusammenspiel mit anderen bergbaulichen Studentenverbindungen und Fachverbänden ist unter anderem einer Vielzahl von Archivalien im Archiv des Deutschen Bergbau-Museums in Bochum zu entnehmen. Laut Barbara Dorothea Michels (2012) hatte der bedeutendste deutsche Bergbaufachverband, der Berg- und Hüttenmännische Verein, neben Beziehungen zu Korporationen wie dem Corps Montania Clausthal und der Turnerschaft Rheno-Borussia Aachen, vor allem intensiven Austausch mit berufsständisch organisierten Vereinigungen wie dem AV Agricola. Im Bochumer Bestand des BuHV finden sich zahlreiche Beispiele für Kontakte zum AV Agricola (ehemals Schlägel und Eisen) und große Verbundenheit.

### Entwicklung der Organisation
Im Jahr 1888 bestand der Verein bereits aus 44 Alten Herren und 31 aktiven Mitgliedern. Zur besseren Organisation der Alten Herren wurde in diesem Jahr der „Ausschuss der Alten Herren“ gegründet. Nach dem ersten Stiftungsfest trat der A.V. Schlägel und Eisen zunehmend öffentlich auf. Im Jahr 1903 mietete sich der A.V. die ersten eigenen Kneipräume und stattete sie mit eigenem Interieur aus. Mit Beginn des Ersten Weltkrieges im Jahr 1914 kam das Vereinsleben weitestgehend zum Erliegen, da ein Großteil der Mitglieder eingezogen wurde. Auch die gemieteten Kneipräume wurden aufgegeben. Nach dem Ersten Weltkrieg 1918 bestand der Verein aufgrund von zahlreichen Verlusten nur noch aus 8 aktiven Mitgliedern und 160 Alten Herren. Trotzdem wurde das Vereinsleben wiederaufgenommen. 1926 erwarb der A.V. Schlägel und Eisen ein dreistöckiges Haus in der Englischen Straße 20 in Berlin. Dies war die erste Immobilie des A.V., die von einem Teil der Aktiven bewohnt wurde. Mit Verkündung des neuen nationalsozialistischen Studentenrechtes 1934 wurden alle Studenten gezwungen, der Deutschen Studentenschaft beizutreten, welche seit 1931 vom Nationalsozialistischen Deutschen Studentenbund (NSDStB) kontrolliert wurde. Unter dem Druck des NSDStB gründete der A.V. Schlägel und Eisen im Jahr 1935 zusammen mit dem Berg- und Hüttenmännischen Verein die Kameradschaft Bergbau, um eine Alternative zum NSDStB zu schaffen. Die Kameradschaft Bergbau wurde jedoch ebenfalls eingegliedert, was mehrere Mitglieder veranlasste, aus dem Verein auszutreten. Am 22. November 1943 trafen Fliegerbomben der Alliierten das Haus in Berlin und zerstörten es vollständig.

### Zweiter Weltkrieg bis 1968
Zum Ende des Zweiten Weltkrieges, im Herbst 1945, begannen Versuche, das Vereinsleben wiederaufblühen zu lassen. Man traf sich in privaten Wohnungen im Ruhrgebiet und demonstrierte den Zusammenhalt des A.V. Schlägel und Eisen. Zu dieser Zeit existierte die Korporation „A.V. Schlägel und Eisen“ offiziell nicht. Die organisatorische Neugründung (der Altherrenschaft) fand am 21. Mai 1948 in Essen unter dem Namen „Akademischer Verein Schlägel und Eisen“ statt. Unter anderem mit einer neuerstellten Satzung wurde das Hauptziel der Unterstützung der Studenten an der RWTH Aachen und an der Bergakademie Clausthal festgelegt. Durch eine Bestimmung der Hochschuloffiziere (Offiziere der Besatzungsmächte an den einzelnen Hochschulen) war es jedoch untersagt denselben Namen zu wählen, da dieser bereits durch eine andere Korporation genutzt wurde. So entschloss man sich einstimmig für den Namen „A.V. Agricola“ in Anlehnung an den Universalgelehrten Georgius Agricola. Im Jahr 1948 wurde beschlossen, je ein Haus für die beiden Standorte in Aachen und Clausthal zur Verfügung zu stellen. Im September 1950 wurde ein Haus in Clausthal von der Besatzungsmacht erworben und dem A.V. Clausthal zur Verfügung gestellt. In Aachen wurde ein Grundstück in unmittelbarer Nähe zum Hauptgebäude der RWTH, auf dem Königshügel, erworben und ein Haus erbaut.
Dieses konnte der Aktivitas am 16. November 1951 übergeben werden. Alte Herren, die vor dem Zweiten Weltkrieg in Berlin studierten und dort aktiv waren, regten die Idee an, erneut eine Aktivitas in Berlin zu eröffnen. Im November 1954 gründete sich deshalb dort eine dritte Aktivitas und es entstand ein intensiver Austausch zwischen den drei Standorten. Im Jahre 1959 wurde in Berlin ein vereinseigenes Haus eingeweiht. Der erste ABC-Convent (Aachen Berlin Clausthal – Convent) wurde 1957 abgehalten und man beschloss eine gemeinsame Satzung aller drei Vereine. Der Zusammenschluss der fachspezifischen Studentenverbindungen läuft parallel zu den eng koordinierten montanindustriellen Ausbildungsgängen der drei Hochschulen (großes A-B-C der Ausbildung: Aachen, Berlin und Clausthal) und bildet sich auch bei den Fachverbänden wie der Gesellschaft der Metallurgen und Bergleute ab. Die große internationale Beliebtheit der drei technischen Universitäten, allen voran Clausthal, liegt nach wie vor darin begründet, dass die „ABC-Universitäten“ international als Branchenbegriff etabliert sind.
In dieser Zeit gab es vermehrt Diskussionen über die Ziele und Prioritäten des Vereins. Nach langen Gesprächen einigte man sich auf eine Anpassung an die durch den Wandel und Fortschritt veränderte Gesellschaft. So wurde beispielsweise die unbedingte Satisfaktionspflicht aufgehoben, sowie die Einführung des Duz-Comment und eine lockere Handhabung des früher deutlich formaleren Bier-Comments beschlossen. Zu Beginn der Kohlekrise (1958), waren starke Rückgänge der Studierendenzahl des Bergfaches, an allen drei Universitätsstandorten zu verzeichnen. Dies wirkte sich auch auf den Nachwuchs des A.V. Agricola aus. Die in Berlin besonders starke „studentische Revolution“ der 68er Jahre bewog den Vorstand des Altherrenverbandes dazu, eine Ergänzung in die Satzung aufzunehmen: „Die Mitgliedschaft ist unabhängig von Religionszugehörigkeit oder politischer Einstellung der Person; sie setzt jedoch voraus, dass das Mitglied die bestehende demokratische Gesellschaftsordnung der Bundesrepublik Deutschland bejaht.“ Trotz dieser frühzeitigen Liberalisierung konnte am Berliner Standort keine handlungsfähige Aktivengemeinschaft aufrechterhalten werden. Das Vereinshaus wurde zu Beginn der 70er-Jahre geschlossen und veräußert.

### 1968 bis 1990
Im Verlauf der Kohlekrise gingen die Neueinschreibungen für die Studienfächer Bergbau und Hüttenkunde weiterhin stark zurück. Die Hochschulen in Aachen und Clausthal nahmen angesichts dieser Veränderungen umfangreiche Umstrukturierungen vor. Es wurden neue Studienfächer in den Natur- und Ingenieurwissenschaften eingeführt, welche sich sofort starker Nachfrage durch Studenten erfreuten. Die Umstrukturierungen wirkten sich auch auf den A.V. Agricola aus, da die Anzahl potenzieller Mitglieder (angehende Berg- und Hüttenleute) an den Hochschulen zurückging. Trotz einiger Proteste wurde entschieden, dass ab dem Wintersemester 1968/69 erstmals auch Studenten der technischen und naturwissenschaftlichen Fachrichtungen aufgenommen werden durften. Den Neuerungen zum Trotz wurde weiterhin das bergmännische Traditionsgut gepflegt. 1976 wurden das gemeinsame Anliegen von BuHV, Agricola und anderen bergmännischen Vereinigungen beim Verein der Förderer des Bergbaus und des Hüttenwesens an der Technischen Universität Berlin e. V. von 1976, vormals Vereinigung „Alter Berliner Bergakademiker e. V. zu Berlin“ nochmals betont, Hans-Günther Sohl gehörte zu den Spitzenleuten der Agricola in dem Zusammenhang.

### 1990 bis heute
Studentenverbindungen fanden in der Öffentlichkeit zunehmend nachteilige Assoziation und der weiterhin bergmännisch geprägte Verein litt aufgrund des Strukturwandels der Montanbranche unter Nachwuchsmangel. Daraufhin wurde im Wintersemester 1997/1998 ein Arbeitskreis ins Leben gerufen, um die Identität und zukünftige Ausrichtung des Vereins zu bestimmen. Sowohl Exkursionen zu Firmen, als auch Semesterveranstaltungen wie Vorträge und Seminare wurden in den Semesterprogrammen verankert. Primär sollte ein schnelles und erfolgreiches Studium der Aktivitates in Aachen und Clausthal ermöglicht werden. Über diese Ziele wurde im Jahr 1998 abgestimmt, was zu der Verfassung der neuen Satzung am 5. März 1999 führte. Hiermit wandelte sich der A.V. Agricola in seine heutige Form. Um den internationalen Austausch zu vertiefen, wurde im Jahr 2010 eine Partnerschaft mit dem ebenfalls der Bergbautradition verpflichteten Omega Chapter der Delta Phi (ΔΦ) Fraternity in Pittsburgh ins Leben gerufen. Delta Phi wurde 1827 gegründet und gehört mit der Kappa Alpha Society and Sigma Phi Society zur Union Triad und damit zu den ältesten Studentenverbindungen der Vereinigten Staaten. Der Verein veranstaltet neben den klassischen Verbindungsaktivitäten auch berufsbildende Exkursionen, in den letzten Jahren auch verstärkt ins Ausland (u. a. Schweden, Polen, Ungarn, Italien und England). Ebenso werden Besichtigungen außergewöhnlicher Bauprojekte sowie groß- und mittelständischer Betriebe angeboten und von den dort tätigen Alten Herren unterstützt.